# Lista celor mai uzuale nume de familie
Numele de familie pot fi unice sau să existe un număr mare de oameni care să le poarte. În țări diferite, unele nume sunt mai obișnuite decât altele.
Aici este o listă alfabetică, după numele țării:

## Argentina
- Gonzalez
- Rodriguez
- Lopez
- Garcia
- Gomez

## Belgia
(la 1 ianuarie 2002)
1. Peeters 33,273
2. Janssens 31,529
3. Maes 25,654
4. Jacobs 20,229
5. Mertens 18,927
6. Willems 18,604
7. Claes 16,822
8. Goossens 16,202
9. Wouters 15,950
10. De Smet 14,491

Toate acestea sunt nume de origine flamandă; cel mai uzual nume francez este Dubois (aprox. 11.000)

## Bulgaria
- Ivanov
- Petrov
- Georgiev
- Dimitrov

## Cehia
1. Novák (70 504)
2. Svoboda (52 088)
3. Novotný (49 962)
4. Dvořák (46 099)
5. Černý (36 743)
6. Procházka (33 274)
7. Kučera (31 286)
8. Veselý (26 481)
9. Horák (25 174)
10. Němec (22 795)
11. Marek (22 548)
12. Pokorný (22 203)
13. Pospíšil (22 189)
14. Hájek (21 276)
15. Jelínek (20 733)
16. Král (20 510)
17. Růžička (19846)
18. Beneš (19 600)
19. Fiala (19 121)
20. Sedláček (18 484)

Include nume feminizate(m. Novák - f. Nováková).
Sursă: Ministerul de Interne (2002)

## Chile
Sursa: Starea Civilă și Serviciul Identificare din Chile (2008)
1. González
2. Muñoz
3. Rojas
4. Díaz
5. Pérez
6. Soto
7. Contreras
8. Silva
9. Martínez
10. Sepúlveda
11. Morales
12. Rodríguez
13. López
14. Fuente
15. Hernández
16. Torres
17. Araya
18. Flores
19. Espinoza
20. Valenzuela

## China
(bazat pe 2007 privind statisticile)
1. 王 Wang-92,881,000
2. 李 Li-92,074,000
3. 张 Zhang-87,502,000
4. 刘 Liu
5. 陈 Chen
6. 杨 Yang
7. 黄 Huang
8. 赵 Zhao
9. 吴 Wu
10. 周 Zhou >20,000,000
11. 徐 Xu
12. 孙 Sun
13. 马 Ma
14. 朱 Zhu
15. 胡 Hu
16. 郭 Guo
17. 何 He
18. 高 Gao
19. 林 Lin
20. 罗 Luo
21. 郑 Zheng
22. 梁 Liang >10,000,000

## Coreea
1. 김 (金) Kim
2. 이 (李) Lee
3. 박 (朴) Park
4. 최 (崔) Choi
5. 전 (鄭) Jeon
6. 강 (姜) Kang
7. 조 (趙) Jo
8. 윤 (尹) Yun
9. 장 (張) Jang
10. 림 (林) Lim(Im, Yim)
11. 오 (吳) Oh
12. 한 (韓) Han
13. 신 (申) Shin
14. 서 (徐) Seo
15. 권 (權) Kwan
16. 황 (黃) Hwang
17. 안 (安) An
18. 송 (宋) Song
19. 류 (柳) Ryu
20. 홍 (洪) Hong
21. 전 (全) Jeon
22. 고 (高) Go
23. 문 (文) Mun
24. 손 (孫) Son
25. 양 (梁) Yang
26. 배 (裵) Bae
27. 백 (白) Baek
28. 허 (許) He
29. 남 (南) Nam

## Danemarca
Cele mai uzuale nume daneze(2004) 
1. Jensen 303089
2. Nielsen 296850
3. Hansen 248968
4. Pedersen 186913
5. Andersen 172894
6. Christensen 133033
7. Larsen 129662
8. Sørensen 124175
9. Rasmussen 104130
10. Jørgensen 98354
11. Petersen 92189
12. Madsen 70176
13. Kristensen 65074
14. Olsen 54044
15. Thomsen 40514
16. Christiansen 40224
17. Poulsen 34203
18. Johansen 33120
19. Knudsen 31977
20. Mortensen 31252

## Estonia
- Tamm
- Mägi

## Franța
- Martin
- Bernard
- Dupont

## Germania
date din 1995
1. Müller (9,5%)
2. Schmidt (6,9%)
3. Schneider (4,0%)
4. Fischer (3,5%)
5. Weber (3,4%)
6. Meyer (3,3%)
7. Weber (3,0%)
8. Schulz (2,7%)
9. Wagner (2,7%)
10. Becker (2,7%)
11. Hoffmann (2,6%)

(conform Kunze (1999): dtv-Atlas Namenkunde. München: dtv, S. 198)

## India
1. Singh
2. Kumar
3. Sharma sau Sarma
4. Patel
5. Shah
6. Lal
7. Gupta
8. Bhat
9. Rao
10. Reddy
11. Jain
12. Sastri sau Shastri
13. Iyer
14. Iyengar

## Irlanda
top 20, vezi:  Arhivat în 18 septembrie 2004, la Wayback Machine.
1. Murphy (#1)
2. Kelly
3. O'Sullivan
4. Walsh
5. Smith
6. O'Brien
7. Byrne
8. Ryan
9. O'Connor
10. O'Neill
11. O'Reilly
12. Doyle
13. McCarthy
14. Gallagher
15. O'Doherty
16. Kennedy
17. Lynch
18. Murray
19. Quinn
20. Moore
21. Horan

Numele începând cu O' sunt patronimice.

## Israel
1. Cohen (כהן)
2. Levi (לוי)

## Japonia
1. (佐藤) Sato
2. (鈴木) Suzuki
3. (高橋) Takahashi
4. (田中) Tanaka
5. (渡辺) Watanabe
6. (伊藤) Ito
7. (山本) Yamamoto
8. (中村) Nakamura
9. (小林) Kobayashi
10. (斎藤) Saito
11. (加藤) Kato
12. (吉田) Yoshida
13. (山田) Yamada
14. (佐々木) Sasaki
15. (山口) Yamaguchi
16. (松本) Matsumoto
17. (井上) Inoue
18. (木村) Kimura
19. (林) Hayashi
20. (清水) Shimizu

## Norvegia
1. Hansen (1.31%)
2. Olsen (1.21%)
3. Johansen (1.21%)
4. Larsen (0.90%)
5. Andersen (0.88%)
6. Nilsen (0.83%)
7. Pedersen (0.82%)
8. Kristiansen (0.55%)
9. Jensen (0.54%)
10. Karlsen (0.50%)
11. Johnsen (0.48%)
12. Pettersen (0.47%)
13. Eriksen (0.44%)
14. Berg (0.41%)
15. Haugen (0.32%)
16. Hagen (0.32%)
17. Johannessen (0.31%)
18. Andreassen (0.28%)
19. Jacobsen (0.27%)
20. Halvorsen (0.27%)

Numele care se termină în sen erau la început patronimice.

Sursă: Statistics Norway

## Nuevo León, (Mexic)
1. Martínez (8.50%)
2. Rodríguez (8.14%)
3. García (7.14%)
4. González (7.09%)
5. Hernández (7.06%)

Sursă: GARCÍA, Miriam Para regios...los Martínez Periódico El Norte 18 de marzo de 2003.

## Polonia
1. Nowak (203 506)
2. Kowalski (139 719)
3. Wiśniewski (109 855)
4. Wójcik (99 509)
5. Kowalczyk (97 796)
6. Kamiński (94 499)
7. Lewandowski (92 449)
8. Zieliński (91 043)
9. Szymański (89 091)
10. Woźniak (88 039)
11. Dąbrowski (86 132)
12. Kozłowski (75 962)
13. Jankowski (68 514)
14. Mazur (66 773)
15. Wojciechowski (66 361)
16. Kwiatkowski (66 017)
17. Krawczyk (64 048)
18. Kaczmarek (61 816)
19. Piotrowski (61 380)
20. Grabowski (58 393)

Sursă: Zawadzki J.M, 2002, 1000 Najpopularniejszych nazwisk w Polsce [1000 dintre cele mai uzuale nume în Poland], Warsaw: Świat Książki

## Quebec,Canada
1. Tremblay (1.13%)
2. Gagnon (0.82%)
3. Roy (0.77%)
4. Côté (0.74%)
5. Bouchard (0.56%)
6. Gauthier (0.55%)
7. Morin (0.51%)
8. Lavoie (0.49%)
9. Fortin (0.47%)
10. Gagné (0.47%)
11. Pelletier (0.45%)
12. Bélanger (0.44%)
13. Bergeron (0.41%)
14. Lévesque (0.41%)
15. Simard (0.38%)
16. Girard (0.37%)
17. Leblanc (0.37%)
18. Boucher (0.35%)
19. Ouellet (0.34%)
20. Caron (0.32%)
21. Beaulieu (0.31%)
22. Poirier (0.31%)
23. Dubé (0.31%)
24. Cloutier (0.31%)
25. Fournier (0.30%)
26. Lapointe (0.30%)
27. Lefebvre (0.29%)
28. Poulin (0.28%)
29. Nadeau (0.28%)
30. Martin (0.27%)
31. St-Pierre (0.27%)
32. Martel (0.26%)
33. Grenier (0.26%)
34. Landry (0.26%)
35. Lessard (0.26%)
36. Leclerc (0.25%)
37. Bédard (0.25%)
38. Bernier (0.24%)
39. Couture (0.24%)
40. Richard (0.23%)
41. Michaud (0.23%)
42. Desjardins (0.23%)
43. Hébert (0.22%)
44. Blais (0.22%)
45. Turcotte (0.22%)
46. Savard (0.22%)
47. Lachance (0.22%)
48. Parent (0.22%)
49. Demers (0.21%)
50. Gosselin (0.21%)

Procentaj total din populație: 17.82%
Surse: Institut de la statistique du Québec, Quelques Statistiques sur les Noms de Famille Arhivat în 7 decembrie 2003, la Wayback Machine. and Les 6 000 premiers noms de famille par ordre alphabétique, Québec Arhivat în 8 decembrie 2005, la Wayback Machine.

## România
{{Coloane-listă|colwidth=15em|
1. Popescu
2. Ionescu
3. Popa
4. Pop
5. Niță
6. Nițu
7. Constantinescu
8. Stan
9. Stanciu
10. Dumitrescu
11. Dima
12. Gheorghiu
13. Ioniță
14. Marin
15. Tudor
16. Dobre
17. Barbu
18. Nistor
19. Florea
20. Frățilă
21. Dinu
22. Dinescu
23. Georgescu
24. Stoica
25. Diaconu
26. Diaconescu
27. Mocanu
28. Voinea
29. Albu
30. Petrescu
31. Manole
32. Cristea
33. Toma
34. Stănescu
35. Pușcașu
36. Tomescu
37. Sava
38. Ciobanu
39. Rusu
40. Ursu
41. Lupu
42. Munteanu
43. Moldoveanu
44. Mureșan
45. Andreescu
46. Sava
47. Mihăilescu
48. Iancu
49. Teodorescu
50. Moisescu
51. Călinescu
52. Tabacu
53. Negoiță
54. Ifrim
55. Dabija
56. Nedelcu

## Rusia
Sursă 1000 surnames of Krasnoyarsk Arhivat în 8 aprilie 2005, la Wayback Machine.
1. Иванов (Ivanov)
2. Кузнецов (Kuznetsov)
3. Попов (Popov)
4. Петров (Petrov)
5. Васильев (Vasiliev)
6. Смирнов (Smirnov)
7. Козлов (Kozlov)
8. Михайлов (Mihailov)
9. Семенов (Semenov)
10. Степанов (Stepanov)

## SerbiașiMuntenegru
- Petrović
- Jovanović

## Țările de Jos
din recensământul din 1947
1. De Jong 55,256
2. De Vries 49,298
3. Jansen 49,213
4. Van den Berg 37,678 (inclusiv Van der Berg și Van de Berg)
5. Bakker 37,483
6. Van Dijk 36,578
7. Visser 34,721
8. Janssen 32,824
9. Smit 29,783
10. Meijer, Meyer 28,256

Sursă: Meertens Instituut

## Ungaria
1. Horváth[1]
2. Kovács
3. Varga
4. Tóth
5. Nagy
6. Balázs
7. Szabó
8. Molnár
9. Balog
10. Lukács

## Spania
Sursă:   în 30 aprilie 2008, la Wayback Machine. - Date din decembrie 1999.
1. García - 1,378,000 persoane (3.48%)
2. Fernández - 851,000 (2.15%)
3. González - 839,000 (2.12%)
4. Rodríguez - 804,000 (2.03%)
5. López - 796,000 (2.01%)
6. Martínez - 788,000 (1.97%)
7. Sánchez - 725,000 (1.83%)
8. Pérez - 709,000 (1.79%)
9. Martín - 459,000 (1.16%)
10. Gómez - 440,000 (1.11%)
11. Ruiz - 321,000 (0.81%)
12. Hernández - 305,000 (0.77%)
13. Jiménez - 293,000 (0.74%)
14. Díez - 293,000 (0.74%)
15. Álvarez - 273,000 (0.69%)
16. Moreno - 261,000 (0.66%)
17. Muñoz - 241,000 (0.61%)
18. Alonso - 206,000 (0.52%)
19. Gutiérrez - 170,000 (0.43%)
20. Romero - 170,000 (0.43%)
21. Navarro - 158,400 (0.40%)
22. Torres - 134,600 (0.34%)
23. Domínguez - 134,600 (0.34%)
24. Gil - 134,600 (0.34%)
25. Vázquez - 130,000 (0.33%)
26. Serrano - 122,700 (0.31%)
27. Ramos - 118,000 (0.30%)
28. Blanco - 118,000 (0.30%)
29. Sanz - 106,900 (0.27%)
30. Castro - 102,900 (0.26%)
31. Suárez - 102,900 (0.26%)
32. Ortega - 99,000 (0.25%)
33. Rubio - 99,000 (0.25%)
34. Molina - 99,000 (0.25%)
35. Delgado - 95,000 (0.24%)
36. Ramírez - 95,000 (0.24%)
37. Morales - 95,000 (0.24%)
38. Ortiz - 87,120 (0.22%)
39. Marín - 83,160 (0.21%)
40. Iglesias - 83,160 (0.21%)

Numele de familie care se termină în -ez sunt de obicei patronimice.

## Suedia
Statistici oficiale
- Johansson (3.3%)
- Andersson (3.2%)
- Karlsson (2.5%)
- Nilsson (2.2%)
- Eriksson (1.7%)
- Larsson (1.6%)
- Olsson (1.4%)
- Persson (1.4%)
- Svensson (1.3%)
- Gustafsson (0.90%)
- Pettersson (0.83%)
- Jonsson (0.72%)
- Jansson (0.63%)
- Hansson (0.54%)
- Bengtsson (0.42%)
- Jönsson (0.42%)
- Petersson (0.37%)
- Carlsson (0.34%)
- Gustavsson (0.32%)
- Magnusson (0.32%)
- Lindberg (0.31%)
- Olofsson (0.30%)

## Regatul Unit
Bazat pe un sondaj:  Arhivat în 27 septembrie 2007, la Wayback Machine.:
1. Smith (1.15%)
2. Jones (0.94%)
3. Williams (0.66%)
4. Taylor (0.53%)
5. Brown (0.51%)
6. Davies (0.48%)
7. Evans (0.39%)
8. Wilson (0.35%)
9. Thomas (0.35%)
10. Johnson (0.34%)
11. Roberts (0.33%)
12. Robinson (0.29%)
13. Thompson (0.28%)
14. Wright (0.28%)
15. Walker (0.27%)
16. White (0.27%)
17. Edwards (0.27%)
18. Hughes (0.26%)
19. Green (0.25%)
20. Hall (0.25%)

## Statele Unite
see recensământ
1. Smith (1.006%)
2. Johnson (0.810%)
3. Williams (0.699%)
4. Jones (0.621%)
5. Brown (0.621%)
6. Davis (0.480%)
7. Miller (0.424%)
8. Wilson (0.339%)
9. Moore (0.312%)
10. Taylor (0.311%)
11. Anderson (0.311%)
12. Thomas (0.311%)
13. Jackson (0.310%)
14. White (0.279%)
15. Harris (0.275%)
16. Martin (0.273%)
17. Thompson (0.269%)
18. Garcia (0.254%)
19. Martinez (0.234%)
20. Robinson (0.233%)

## Vietnam
- Nguyễn (Nguyen)